# Geisa Arcanjo
Geísa Rafaela Arcanjo, née le 19 septembre 1991 à São Roque, est une athlète brésilienne spécialiste du lancer du poids.

## Biographie
Après avoir commencé au GUS[Quoi ?], elle fait partie du club Sertãozinho et s'entraîne à Ibirapuera. Son record était de 17,11 mètres, réalisés à Rio de Janeiro en mai 2010, également record brésilien. 
Avec une performance quasi-équivalente de 17,02 m, elle devient championne du monde junior à Moncton le 20 juillet 2010, mais est finalement disqualifiée à la suite d'un contrôle antidopage positif et reçoit un avertissement. C'était la première fois qu'une femme brésilienne remportait une médaille d'or à ce niveau.
Elle porte son record à 19,02 m pour devenir finaliste des Jeux olympiques d'été à Londres en 2012.

## Palmarès
| Date | Compétition                        | Lieu           | Résultat | Marque     |
| ---- | ---------------------------------- | -------------- | -------- | ---------- |
| 2009 | Championnats panaméricains juniors | Port-d'Espagne | 3e       | 15,69 m    |
| 2010 | Championnats du monde juniors      | Moncton        | —        | DQ[Quoi ?] |
| 2012 | Championnats ibéro-américains      | Barquisimeto   | 1re      | 18,84 m    |
| 2012 | Jeux olympiques                    | Londres        | 6e       | 19,02 m    |
| 2016 | Championnats ibéro-américains      | Rio de Janeiro | 2e       | 17,92 m    |
| 2016 | Jeux olympiques                    | ibidem         | 9e       | 18,13 m    |
| 2017 | Championnats d'Amérique du Sud     | Luque          | 1re      | 18,06 m    |
| 2017 | Championnats du monde              | Londres        | 9e       | 18,03 m    |
| 2018 | Jeux sud-américains                | Cochabamba     | 2e       | 17,30 m    |
| 2018 | Championnats ibéro-américains      | Trujillo       | 1re      | 18,10 m    |
| 2019 | Championnats d'Amérique du Sud     | Lima           | 2e       | 17,16 m    |

## Records
| Épreuve         | Épreuve   | Performance  | Lieu       | Date        |
| --------------- | --------- | ------------ | ---------- | ----------- |
| Lancer du poids | plein air | 19,02 mètres | Londres () | 6 août 2012 |